# Проспект Карла Маркса (Новосибирск)
Проспект Ка́рла Ма́ркса — одна из главных магистралей левобережья города Новосибирска, с интенсивным транспортным потоком, идущим с моста. Расположена в Ленинском районе.
Проходит от одноимённой площади до небольшой площади Лыщинского, перед въездом на Коммунальный мост. Вдоль проспекта располагается множество объектов культурного (досуговые центры, образовательные учреждения, скверы), торгового значения (магазинов), а также крупные студенческие городки (НГТУ и СибУПК). Численность последних превышает 10 тыс. человек. При застройке района использовались периметральные группы застройки кварталов.

## Название
Своё название проспект получил в честь основоположника коммунистического движения Карла Маркса.

## История

### Проектные работы
Разработкой проекта магистрали занимались архитекторы и инженеры из «Новосибгражданпроекта». В 1950-х годах её включили в «Генеральный план Новосибирска до 1980 года. Проект „Новосибгражданпроекта“». В большинстве вариантов проект застройки прорабатывался специалистами Ленгорпроекта. Согласно этому проекту, кварталы по 15 га должны были быть застроены четырёх- и пятиэтажными домами — общественного назначения и жилыми. Проект был основан не на рациональной планировочной организации, а на т.н. «магистральной» застройке, где основное внимание уделялось внешней стороне архитектуры. Несмотря на то, что далее над застройкой проспекта работали специалисты «Новосибгорпроекта», основа осталась прежняя.

### Массовая застройка
В конце 1953 года начинается строительство первого здания комплекса учебных корпусов и общежитий электротехнического института в городе. К 1952 году ГИПРОВУЗ разработал его проектное задание. В апреле 1955 года это первое здание комплекса (общежитие), а также первое здание на тогда ещё безымянной дороге к строящемуся Коммунальному мосту, сдаётся в эксплуатацию.
В 1958 году по обеим сторонам проспекта строители приступили к сооружению укрупнённых жилых кварталов № 5 и № 6, каждый площадью по 16 га. Архитекторы кварталов — А. Ф. Якусевич и Р. М. Окунева. В 1966—1974 годах по проекту архитекторов В. И. Кривогорницина, А. А. Кондратьева и инженеров Б. Нестерова, Н. Прокунина построен корпус Новосибирского электротехнического института (№ 20; ныне — учебно-лабораторный корпус НГТУ).

### Современная Россия
До недавнего времени на проспекте размещалось множество разноформатных рекламных конструкций. В августе 2012 года, согласно решению муниципалитета города, щиты были либо перемещены, либо демонтированы (за счёт рекламных агентств).

### Перспективы
В перспективе властями планируется убрать жилой фонд на участке от улицы Ватутина до Космической. За счёт этого количество жителей на проспекте уменьшится на 25 %. Также в будущем городские и районные власти планируют сделать проспект пешеходным, перенеся транспорт на соседнюю улицу Блюхера.

## Транспорт
7 января 1986 года, вместе с первым участком метрополитена на проспекте появилась первая левобережная станция метро — «Студенческая». А 26 июля 1991 года — ещё одна, «Площадь Маркса». Вместе с запуском обеих станций, строившихся открытым способом, открывались для движения и участки проспекта Карла Маркса, перекрывавшиеся на время их строительства.

### Наземный общественный транспорт
Таблица: маршруты общественного транспорта (данные на 18 декабря 2012 года):
| Автобусы      | Автобусы | Автобусы                     | Автобусы                     |
| Маршрут       | Следует к станциям метро | Конечный пункт 1             | Конечный пункт 2             |
| ------------- | --- | ---------------------------- | ---------------------------- |
| № 125         | «Речной вокзал», «Студенческая», «Площадь Маркса» (ост. «Метро», «Башня»)                                                                              | Новосибирский автовокзал     | с. Береговое                 |
| № 189 (1189)  | «Площадь Маркса» (ост. «Метро», «Башня»), «Студенческая», «Речной вокзал», «Гагаринская»                                                               | Станция Мочище               | Радиостанция № 5             |
| № 189в (1189) | «Площадь Маркса» (ост. «Метро», «Башня»), «Студенческая», «Речной вокзал», «Гагаринская»                                                               | Радиостанция № 5             | Станция Мочище               |
| № 189л (1189) | «Площадь Маркса» (ост. «Метро», «Башня»), «Студенческая», «Речной вокзал», «Гагаринская»                                                               | Радиостанция № 5             | пос. Ленинский               |
| № 264 (1264)  | «Площадь Маркса» (ост. «Метро», «Башня», «Кристалл»), «Студенческая»                                                                                   | станция метро «Студенческая» | пос. Краснообск              |
| № 1038        | «Площадь Маркса», «Студенческая», «Речной вокзал», «Площадь Ленина», «Красный проспект», «Гагаринская», «Заельцовская»                                 | ТК Толмачёвский              | Земнухова (ж/м Родники)      |
| № 1141        | «Площадь Маркса» (ост. «Метро», «Башня»), «Студенческая», «Речной вокзал», «Площадь Ленина», «Красный проспект»                                        | ж/м Юго-Западный             | Сад им. Дзержинского         |
| № 1159        | «Площадь Маркса» (ост. «Метро», «Башня»), «Студенческая», «Речной вокзал» (ост. Восход)                                                                | Вещевой рынок Гусинобродский | Молкомбинат                  |
| № 1221        | «Площадь Маркса» (ост. «Кристалл», «Метро», «Башня»), «Студенческая», «Речной вокзал»                                                                  | Молкомбинат                  | Инская УМ-3                  |
| № 1239        | «Площадь Маркса» (ост. «Метро», «Башня»), «Студенческая», «Речной вокзал» (ост. Восход), «Золотая Нива», «Берёзовая роща»                              | ж/м Западный                 | Тюленина (ж/м Родники)       |
| № 1260        | «Площадь Маркса» (ост. «Кристалл», «Метро», «Башня»), «Студенческая», «Речной вокзал» (ост. Восход), «Золотая Нива», «Берёзовая роща»                  | Полевая (ж/м Затулинский)    | Амбулаторная                 |
| № 1312        | «Площадь Маркса» (ост. «ГУМ», «Башня»), «Студенческая», «Речной вокзал», «Площадь Ленина (станция метро, Новосибирск)», «Площадь Гарина-Михайловского» | ж/м Северо-Чемской           | Вокзал «Новосибирск-Главный» |
| № 1337        | «Площадь Маркса» (ост. «Метро», «Башня»), «Студенческая», «Речной вокзал», «Площадь Гарина-Михайловского»                                              | ж/м Западный                 | Вокзал «Новосибирск-Главный» |

| Маршрутные такси | Маршрутные такси                                                                                        | Маршрутные такси          | Маршрутные такси             |
| Маршрут          | Следует к станциям метро                                                                                | Конечный пункт 1          | Конечный пункт 2             |
| ---------------- | --- | ------------------------- | ---------------------------- |
| № 18             | «Площадь Маркса» (ост. «Метро», «Башня»), «Студенческая», «Речной вокзал» (ост. Восход), «Золотая Нива» | ж/м Западный              | Вещевой рынок Гусинобродский |
| № 63             | «Площадь Маркса» (ост. «Метро», «Башня»), «Студенческая», «Речной вокзал» (ост. Восход)                 | Дюканова (ж/м Троллейный) | Ключ-Камышенское Плато       |
| № 364            | «Площадь Маркса» (ост. «ГУМ», «Башня»)                                                                  | Метро «Студенческая»      | пос. Краснообск              |
| № 1068           | «Площадь Маркса» (ост. «Метро», «ГУМ»), «Студенческая», «Речной вокзал» (ост. Восход), «Золотая Нива»   | ж/м Юго-Западный          | Овчукова                     |

| Троллейбусы | Троллейбусы | Троллейбусы              | Троллейбусы                  |
| Маршрут     | Следует к станциям метро | Конечный пункт 1         | Конечный пункт 2             |
| ----------- | --- | ------------------------ | ---------------------------- |
| № 7         | «Золотая Нива», «Речной вокзал» (ост. Восход), «Студенческая», «Площадь Маркса»                                                                     | Лазурная (ж/м Восточный) | ж/м Станиславский            |
| № 8         | «Площадь Маркса», «Студенческая», «Речной вокзал» (ост. Восход)                                                                                     | ж/м Затулинский          | Ленинградская                |
| № 29        | «Площадь Маркса», «Студенческая», «Речной вокзал», «Площадь Ленина (станция метро, Новосибирск)», «Красный проспект», «Гагаринская», «Заельцовская» | ж/м Северо-Чемской       | станция метро «Заельцовская» |

### Остановки
Вдоль проспекта расположены 3 остановки общественного транспорта:
- А, Тр, Мт: «Ватутина», «Метро Студенческая», «Горская» (проспект Карла Маркса).